# Banque coopérative
Une coopérative de crédit ou banque mutualiste, est une banque coopérative, c'est-à-dire un établissement bancaire répondant aux principes coopératifs. Cette forme particulière d'entreprise bancaire a vu le jour en Europe dans la seconde moitié du XIXe siècle avec les initiatives de Frédéric-Guillaume Raiffeisen notamment. Ce modèle est diffusé aujourd'hui dans tous les principaux pays européens, tels que l'Autriche, la Belgique, la Finlande, la France, l'Allemagne, l'Italie, les Pays-Bas, l'Espagne et la Suisse.  
Les banques coopératives sont parfois appelées « banque mutualiste » en référence au système de crédit mutuel qu'elles pratiquaient à l'origine.

## Définition
Selon l'Association internationale des banques coopératives, les coopératives bancaires ont pour points communs :
- Les clients détiennent le capital et le contrôle de la société, ils sont sociétaires. Ils ont la double qualité d'usagers (clients déposants ou emprunteurs) et de propriétaires (participant à la gouvernance).

- Contrôle démocratique : Les sociétaires ont des droits de vote égaux, les décisions prises en assemblée générale le sont suivant le principe coopératif une personne, une voix. Par opposition aux actionnaires des banques non coopératives, qui votent sur le principe de une action, une voix.

- Répartition des bénéfices : une part prépondérante des bénéfices annuels est mise en réserve impartageable. Une partie de ces bénéfices peut également être distribuée aux coopérateurs, avec des restrictions légales ou réglementaires dans la plupart des cas. En conséquence, le but premier d'une banque coopérative n'est pas de maximiser le profit, ni d'en tirer un avantage économique personnel.

## Représentativité des sociétaires
Les banques mutualistes valorisent leur modèle de fonctionnement dans leur communication. Cependant, la voix des sociétaires est souvent très faible. Les sociétaires, malgré leur droit de vote, ont en réalité un pouvoir extrêmement limité sur le fonctionnement et les prises de décisions face à une technostructure et une administration totalement maîtrisées par un pouvoir central : « la démocratie participative n'a que peu de consistance sur les prises de décisions dans les conseils ».
De même, certains spécialistes s'inquiètent du mode de nomination et des niveaux de rémunération des dirigeants des caisses ou des banques régionales, organisé pour une large part — alors que ce sont des décisions fondamentales — hors du contrôle effectif des sociétaires. La réglementation impose une information minimale quant au mode de rémunération des dirigeants.
À titre d'exemple, en 2012, les 155 dirigeants de BPCE, incluant ceux des banques populaires et des caisses d'épargne, ont perçu une rémunération moyenne annuelle supérieure à 257 000 euros. Cependant, les niveaux de rémunérations, sont rarement ou mal communiqués.

## Dans le monde

### Canada
- Caisses populaires Desjardins (Québec et Ontario) ;
- UNI Coopération financière (Nouveau-Brunswick).

### Union européenne
Dans l'Union européenne, plusieurs pays comptent des banques coopératives.

#### Allemagne
Des banques coopératives organisées dans le Bundesverband der Deutschen Volksbanken und Raiffeisenbanken :
- Volksbanken
- Raiffeisenbanken
- Sparda-Bank

#### Autriche
- Banque Raiffeisen[3]. L'ensemble des caisses coopératives régionales Raiffeisen d'Autriche sont regroupés au sein de Raiffeisen Zentralbank Austria AG (RZB) à Vienne qui coordonne les activités au niveau national et international. RZB a entamé une diversification dans les pays d'Europe centrale et de l'Est en 1980. La banque Raiffeisen est aujourd'hui présente dans de nombreux pays, mais la structure des établissements bancaires nationaux n'est pas de type coopératif.

#### Belgique
- Banque CPH[4]
- CERA[5]
- Crelan[6]
- NewB[7]

#### France
En France, les banques coopératives sont soumises au Code monétaire et financier, étant des établissements de crédit, avec quelques spécificités touchant à leurs statuts , mais non à leurs activités bancaires.
Les banques coopératives les plus connues en France sont :
- Les Caisses régionales de Crédit agricole ;
- BPCE, groupe réunissant les enseignes du Groupe Caisse d'épargne et des Banques populaires, fusionnées en 2009, incluant le Crédit coopératif. Ce groupe bancaire regroupe aussi des banques non coopératives (comme Natixis, qui opère auprès des sociétaires de ces banques, par exemple, en vendant des produits de placement) ;
- Le Crédit mutuel[9] ;
- la Banque française mutualiste réservée aux  agents du Secteur public (fonctionnaires, entreprise d'état, etc.) ;
- La Nef.

#### Italie
En Italie, le début de la diffusion des coopératives de crédit (abrégé en BCC, de l'italien Banca di Credito Cooperativo) remonte à 1883, lorsque Léon Wollemberg, un entrepreneur padouan d'origine juive, s'inspira de Frédéric-Guillaume Raiffeisen et fonda le premier institut à Loreggia, pour aider et protéger les agriculteurs défavorisés. Le mouvement continua à se répandre par la suite par la création de petits instituts de crédit au niveau local, régional et interrégional, en parallèle avec l'action accomplie par les banques populaires.
Le groupe BCC s'organise aujourd'hui en 16 fédérations sur le territoire italien. Son patrimoine s'élève à 17,3 milliards d'euros, avec un taux de croissance de 9,6 % (données de 2008). Il dispose de 430 filiales, telles que la CC valdôtaine (Vallée d'Aoste), la Raiffeisen Landesbank Südtirol (Province autonome de Bolzano) et la BCC del Chianti (Province de Florence), pour un réseau de 4127 guichets et plus de 29800 collaborateurs (données mises à jour le 31 mars 2009)
La Banca popolare Etica est née formellement le 8 mars 1999, mais son histoire date des coopératives MAG (mutuelles d'autogestion).

#### Luxembourg
- La Banque Raiffeisen est une banque coopérative luxembourgeoise. La Banque et les Caisses Raiffeisen sont le seul groupe bancaire privé à capital luxembourgeois couvrant l’ensemble du territoire national plus de quarante-cinq points de vente au Luxembourg ;
- La banque Fortuna.

#### Pays-Bas
- Rabobank[11].

#### Royaume-Uni
- The Co-operative Bank

### Suisse
- Groupe Raiffeisen [12]